# Stegana dendrobium
Stegana dendrobium är en tvåvingeart som beskrevs av Chen och Aotsuka 2004. Stegana dendrobium ingår i släktet Stegana och familjen daggflugor. Inga underarter finns listade i Catalogue of Life.